# 新潟コンピュータ専門学校
新潟コンピュータ専門学校（にいがたコンピュータせんもんがっこう）は、新潟県新潟市中央区古町通7番町にある専門学校。

## 概要
本校は1985年に開校。キャンパスは古町通のアーケード商店街に面したNSGスクエアにあり、同じ建物には国際こども・福祉カレッジ、国際外語・観光・エアライン専門学校、国際トータルファッション専門学校、国際音楽・ダンス・エンタテイメント専門学校が入る。
BRT萬代橋ライン 「古町」バス停より徒歩すぐ。

## 学科
- IT高度専門学科
  - 情報セキュリティ専攻
  - デジタルアート専攻
  - ゲーム専攻
  - CG専攻
- ネットワーククリエーター科
  - ネットワークエンジニアコース
- システムクリエーター科
  - システムエンジニアコース
  - 国際情報専攻
  - 電子医療エンジニアコース
- プログラムクリエーター科
  - ゲームプログラマーコース
  - ロボットプログラマーコース
  - システムプログラマーコース
- 情報ビジネスクリエーター科
  - インターネットビジネスコース
  - 情報ビジネス専攻
- ゲームクリエーター科
  - ゲーム総合開発コース
  - ナムコプロデューサーコース
- サウンドクリエーター科
  - ゲームサウンドコース
  - サウンドエフェクトコース
- CGクリエーター科
  - CG映像コース
  - デジタルアートコース
- グラフィッククリエーター科
  - ゲームグラフィックコース
  - 雑誌広告デザインコース